# Кастел Мадама
Кастѐл Мада̀ма (на италиански: Castel Madama) е градче и община в Централна Италия, провинция Рим, регион Лацио. Разположено е на 428 m надморска височина. Населението на общината е 7568 души (към 2010 г.).